# Orchestra Filarmonica Marchigiana
L'Orchestra Filarmonica Marchigiana è un'orchestra di musica sia lirica sia sinfonica della regione Marche. L'orchestra, fondata nel 1985, è oggi gestita dalla FORM (acronimo di Fondazione Orchestra Regione Marche) e fa parte assieme ad altre 12 istituzioni italiane riconosciute dal Ministero per i Beni e le Attività Culturali, del circuito italiano ICO (Istituzioni Concertistiche Orchestrali).

## Storia dell'Orchestra Filarmonica Marchigiana
L'Orchestra Filarmonica Marchigiana nasce nel 1985. Nel corso della sua attività, indirizzata principalmente nella Stagione Sinfonica e nelle manifestazioni liriche delle Marche (Sferisterio di Macerata, Teatro dell'Aquila di Fermo e Teatro Giovanni Battista Pergolesi di Jesi), si è esibita con interpreti come Vadim Repin, Gidon Kremer, Natal'ja Gutman, Vladimir Aškenazi, Ivo Pogorelić, Uto Ughi, Salvatore Accardo, Andrea Bacchetti, Alessandro Carbonare, Calogero Palermo, Benedetto Lupo, Luca Ranieri, Alessandro Milani, Gennaro Cardaropoli, Miriam Prandi, ed è stata diretta da direttori come Gustav Kuhn, Woldemar Nelsson, Daniel Oren, Donato Renzetti, Bruno Campanella, Corrado Rovaris, Anton Nanut, Hubert Soudant, Alessandro Bonato.
Nel 2005 eseguì, assieme al Coro Lirico V. Bellini, il concerto di fine d'anno del Quirinale, diretto dal maestro Donato Renzetti.
Dal dicembre 2020 fino al dicembre 2022, assume il ruolo di direttore principale il maestro Alessandro Bonato, il più giovane a ricoprire questa carica nelle Istituzioni Concertistiche Orchestrali Italiane.

## Discografia
- Bellini: Norma (Live) - Fabrizio Maria Carminati/Carmela Remigio/L'Orchestra Filarmonica Marchigiana/L'Orchestra Fiati di Ancona/Coro Lirico Marchigiano/Fiorenza Cedolins/Vincenzo La Scola/Katarina Nikolic/Andrea Papi/Giancarlo Pavan, 2014 Bongiovanni
- Cilea: L'arlesiana (Live) - Annunziata Vestri/Dmitry Golovnin/Mariangela Sicilia/Stefano Antonucci/Orchestra Filarmonica Marchigiana/Francesco Cilluffo, 2015 Dynamic
- Donizetti: Lucrezia Borgia - Mariella Devia/Stefano Rinaldi Miliani/Gianni Paci/Marco Guidarini/Orchestra Filarmonica Marchigiana/Il Coro Lirico Marchigiano “Vincenzo Bellini”/Giuseppe Filianoti/Marianna Pizzolato/Alex Esposito/Gregory Bonfatti/Roberto Gattei/Carlo Giacchetta/Massimiliano Luciani/Giacomo Medici, 2014 Bongiovanni
- Donizetti: Maria Stuarda - Maria Pia Piscitelli/Simone Alberghini/Orchestra Filarmonica Marchigiana/Riccardo Frizza/Laura Polverelli/Mario Cassi/Roberto de Biasio/Coro Lirico Marchigiano 'V. Bellini'/Giovanna Lanza, 2009 Naxos
- Marchetti: Ruy Blas (Live) - Dīmītra Theodosiou/Alberto Gazale/Mario Malagnini/Orchestra Filarmonica Marchigiana/Dan Lipton, 2015 Bongiovanni
- Mozart: Famous Sacred Works & A Little Night Music, K. 525 - Mariella Devia/Orchestra Filarmonica Marchigiana/Daniele Callegari, 2005 Fonè
- Persiani: Ines de Castro (Live) - Enrique Mazzola/Orchestra Filarmonica Marchigiana/Jose Sempere/Maria Dragoni/Massimiliano Gagliardo, 2013 Bongiovanni
- Vaccai: Giulietta e Romeo (Live) - Elena Marinangeli/Dano Raffanti/Enrico Turco/Maria José Trullu/Orchestra Filarmonica Marchigiana/Tiziano Severini, 2015 Bongiovanni

## DVD
- Bellini, Norma - Dīmītra Theodosiou / Daniela Barcellona / Carlo Ventre, 2007 Dynamic
- Donizetti, L'elisir d'amore - Niels Muus / Valeria Esposito / Aquiles Machado / Enrico Marrucci / Erwin Schrott / Roberta Canzian, regia di Saverio Marconi, 2002 Arthaus Musik/Naxos
- Donizetti, Maria Stuarda - Riccardo Frizza / Laura Polverelli / Maria Pia Piscitelli / Giovanna Lanza / Roberto De Biasio / Simone Alberghini / Mario Cassi, regia di Pier Luigi Pizzi, 2007 Naxos
- Offenbach, Les contes d'Hoffmann - Frédéric Chaslin / Vincenzo La Scola / Desirée Rancatore / Ruggero Raimondi / Tiziana Carraro, regia di Pier Luigi Pizzi, 2004 Dynamic
- Verdi, Macbeth - Daniele Callegari / Giuseppe Altomare / Olha Zhuravel / Pavel Kudinov / Rubens Pelizzari / Marco Voleri, regia di Pier Luigi Pizzi, 2007 Naxos DVD/CD